# 地域文化創生本部
地域文化創生本部（ちいきぶんかそうせいほんぶ）は、かつて日本の文化庁に設置された組織。
2017年に発足、事務局を京都府京都市に置き、文化庁の京都移転を準備するとともに、新たな政策ニーズに対応した事務・事業を先行的に行うことを業務とした。2023年に文化庁が移転した後は、業務を他の部局が引き継ぎ廃止された。

## 沿革
- 2014年 - 政府関係機関の地方移転が閣議決定[3]。
- 2016年 - 文化庁の移転と地域文化創生本部の設置が決定[4]。
- 2017年 - 発足。併せて京都府庁舎内にあった文化芸術創造都市振興室の業務を引き継ぐ[5]。
- 2020年 - 文化観光と食文化の所管を地域文化創生本部から参事官（文化観光担当）と参事官（食文化担当）へ移管[6]。
- 2023年 - 閉所[7]。

## 組織
本部長に文化庁長官、本部長代理に次長、副本部長に審議官と文化財鑑査官を置く。事務局長の参事官（文化創造担当）と上席調査役の下に次の3グループが組織され、人員は文部科学省・文化庁、他の中央省庁、地方公共団体、企業や大学などの協力により構成される。
総括・政策研究グループ
本部の総括、文化に関する政策調査研究、国際文化交流等を行う。
主な業務として、文化GDPの算定に向けた調査研究等、新たな政策課題への対応のための調査研究を実施すること、共生社会を推進するため、障害者等による文化芸術の鑑賞や創造、発表の企画の提供などに対する取組を支援すること、地方公共団体との意見交換や関係者・機関とのネットワークを構築し、地域との連携を推進すること、を担当する。
担当する業務の例
- 地方文化行政
- 文化行政に関する各種調査・分析
- 地域文化功労者大臣表彰
- 地域文化創生本部会議、地域文化創生連絡会議
- 新たな政策課題への対応のための調査研究
- 関西元気文化圏
- 古典の日に関する法律
- 障害者による文化芸術活動の推進に関する法律
- 地域における文化芸術資源の活用による地方創生、経済活性化、共生社会実現のための芸術文化活動の推進
- 文化庁と大学・研究機関等との共同研究事業

暮らしの文化・アートグループ
地域の幅広い文化芸術資源の活用による地方創生、経済活性化、共生社会実現への貢献及び人材育成、伝統工芸や生活文化に関する調査研究等を行う。
主な業務として、生活文化の振興（茶道・華道・書道等）に関する調査研究や施策を検討すること、多様で特色ある文化芸術を振興するため、地方公共団体が主体となって取り組む地域の文化芸術資源を活用した文化芸術事業を支援し、また、国内外のアーティスト等との双方向の国際文化交流促進のため、AIR事業を支援すること、文化芸術創造都市に取り組む地方公共団体等による全国的ネットワーク（CCNJ）の充実強化を推進すること、を担当する。
担当する業務の例
- 文化芸術創造拠点形成事業
- 文化庁メディア芸術祭地方展
- 伝統文化親子教室事業
- 生活文化等の振興
- アーティストインレジデンス活動を通じた国際文化交流推進
- 全国高校生伝統文化フェスティバル

広域文化観光・まちづくりグループ
文化財等を活かした広域文化観光及びまちづくりの推進、これらに関するモデル開発等を行う。
主な業務として、地域に古くから継承されている地域固有の文化遺産を活用した特色ある総合的な取組（山車等の修理、後継者育成等）を支援すること、市町村が作成する「文化財保存活用地域計画」の策定等に向けた取組を支援すること、伝統文化、生活文化、国民娯楽等（民俗芸能、日本舞踊、茶道、華道、囲碁、将棋等）の次代への継承・発展のため、子供たちに対して、伝統文化等に関する活動を計画的・継続的に体験・修得できる機会を提供すること、を担当する。
担当する業務の例
- 観光拠点形成重点支援事業など文化財等を活かした広域文化観光の推進
- 地域の文化財の総合的な保存活用に係る基本計画等策定支援など文化財等を活かしたまちづくりの推進